# Salts als Jocs Olímpics d'estiu de 1912
Als Jocs Olímpics de 1912 celebrats a la ciutat d'Estocolm es realitzaren quatre proves de salts, tres en categoria masculina i una en categoria femenina. Aquesta fou la primera ocasió en la qual les dones pogueren participar en aquesta competició.

## Nacions participants
En la competició de salts participaren un total de 57 saltadors (43 homes i 14 dones) de 10 nacions (9 participant en la categoria masculina i tres en la femenina):
| - Àustria (1) (homes:0 dones:1) - Canadà (2) (homes:2 dones:0) - Estats Units (2) (homes:2 dones:0) - Finlàndia (6) (homes:6 dones:0) - Imperi Alemany (4) (homes:2 dones:0) | - Imperi Rus (1) (homes:1 dones:0) - Itàlia (1) (homes:1 dones:0) - Noruega (3) (homes:3 dones:0) - Regne Unit (3) (homes:2 dones:1) - Suècia (34) (homes:22 dones:12) |

## Resum de medalles

### Categoria masculina
| Prova                        | Or           | Argent            | Bronze          |
| Trampolí de 3 metres detalls | Paul Günther | Hans Luber        | Kurt Behrens    |
| Palanca de 10 metres detalls | Erik Adlerz  | Albert Zürner     | Gustaf Blomgren |
| Palanca alta detalls         | Erik Adlerz  | Hjalmar Johansson | John Jansson    |

### Categoria femenina
| Prova                        | Or              | Argent       | Bronze         |
| Palanca de 10 metres detalls | Greta Johansson | Lisa Regnell | Isabelle White |

## Medaller
| Posició | País           | Or | Argent | Bronze | Total |
| 1       | Suècia         | 3  | 2      | 2      | 7     |
| 2       | Imperi Alemany | 1  | 2      | 1      | 4     |
| 3       | Regne Unit     | 0  | 0      | 1      | 1     |